# HMS United (P44)
| «Юнайтед»                                                                  | «Юнайтед» | «Юнайтед» |
| -------------------------------------------------------------------------- | --- | --- |
| HMS United (P44)                                                           | | |
|                                                                            | | |
| Британський ПЧ «Юнайтед». 2 березня 1944                                   | | |
| Верф                                                                       | Vickers-Armstrongs, Барроу-ін-Фернесс                                                                            | Vickers-Armstrongs, Барроу-ін-Фернесс                                                                            |
| Під прапором                                                               | Велика Британія                                                                                                  | Велика Британія                                                                                                  |
| Належність                                                                 | Королівський ВМФ Великої Британії                                                                                | Королівський ВМФ Великої Британії                                                                                |
| Порт приписки                                                              | Гібралтар, Валлетта                                                                                              | Гібралтар, Валлетта                                                                                              |
| Замовлення                                                                 | 23 серпня 1940                                                                                                   | 23 серпня 1940                                                                                                   |
| Закладений                                                                 | 25 лютого 1941                                                                                                   | 25 лютого 1941                                                                                                   |
| Спуск на воду                                                              | 18 грудня 1941                                                                                                   | 18 грудня 1941                                                                                                   |
| Введений до складу флоту                                                   | 2 квітня 1942 | 2 квітня 1942 |
| Виведений зі складу флоту                                                  | 22 жовтня 1945                                                                                                   | 22 жовтня 1945                                                                                                   |
| На службі                                                                  | 1942—1945 | 1942—1945 |
| Сучасний статус                                                            | 12 лютого 1946 року списаний на брухт у Труні                                                                    | 12 лютого 1946 року списаний на брухт у Труні                                                                    |
| Бойовий досвід                                                             | Друга світова війна Битва на Середземному морі * Операція «Гарпун» * Операція «П'єдестал» * Сицилійська операція | Друга світова війна Битва на Середземному морі * Операція «Гарпун» * Операція «П'єдестал» * Сицилійська операція |
| Нагороди                                                                   | 2 бойових відзнаки                                                                                               | 2 бойових відзнаки                                                                                               |
| Проєкт                                                                     | | |
| Тип ПЧ                                                                     | малий торпедний ДПЧ                                                                                              | малий торпедний ДПЧ                                                                                              |
| Основні характеристики                                                     | | |
| Швидкість (надводна)                                                       | 11,25 вузлів (20,8 км/год)                                                                                       | 11,25 вузлів (20,8 км/год)                                                                                       |
| Швидкість (підводна)                                                       | 10 вузлів (18,6 км/год) (підводна)                                                                               | 10 вузлів (18,6 км/год) (підводна)                                                                               |
| Робоча глибина занурення                                                   | 61 м | 61 м |
| Гранична глибина занурення                                                 | 70 м | 70 м |
| Дальність плавання                                                         | 4 500 миль (8 300 км) на швидкості 11 вузлів (надводна) 70 миль (130 км) на швидкості 4 вузли (підводна)         | 4 500 миль (8 300 км) на швидкості 11 вузлів (надводна) 70 миль (130 км) на швидкості 4 вузли (підводна)         |
| Екіпаж                                                                     | 31 офіцер та матрос                                                                                              | 31 офіцер та матрос                                                                                              |
| Розміри                                                                    | | |
| Довжина найбільша (по КВЛ)                                                 | 58,22 м | 58,22 м |
| Ширина корпусу найб.                                                       | 4,9 м | 4,9 м |
| Середня осадка (по КВЛ)                                                    | 4,62 м | 4,62 м |
| Водотоннажність надводна                                                   | 540—630 т | 540—630 т |
| Силова установка                                                           | | |
| дизель-електрична; 2 × дизельних двигуни Paxman Ricardo 2 × електродвигуни | | |
| Гвинти                                                                     | 2 | 2 |
| Потужність                                                                 | 2 500 к.с. (дизель) 1 450 к.с. (електродвигун)                                                                   | 2 500 к.с. (дизель) 1 450 к.с. (електродвигун)                                                                   |
| Озброєння                                                                  | | |
| Артилерія                                                                  | 1 × 76-мм гармата QF 3-inch 20 cwt                                                                               | 1 × 76-мм гармата QF 3-inch 20 cwt                                                                               |
| Торпедно- мінне озброєння                                                  | 6 × 533-мм торпедних апаратів 8-10 торпед                                                                        | 6 × 533-мм торпедних апаратів 8-10 торпед                                                                        |

«Юнайтед» (англ. HMS United (P44) — британський дизель-електричний малий підводний човен типу «U», третя серія, що перебував у складі Королівського військово-морського флоту Великої Британії у роки Другої світової війни.

## Історія створення
«Юнайтед» був закладений 25 лютого 1941 року на верфі компанії Vickers-Armstrongs у Барроу-ін-Фернесс. 18 грудня 1941 року він був спущений на воду, а 2 квітня 1942 року увійшов до складу Королівського ВМФ Великої Британії.

## Історія служби
29 квітня 1942 року «Юнайтед» вирушив на службу в Середземне море. 7 травня, перебуваючи у поході в Атлантиці, він здійснив атаку на німецький підводний човен U-157, але промахнувся.
Перебуваючи на Гібралтарі, британський човен здійснив патрулювання біля острова Альборан для оцінки оперативної обстановки та 31 травня повернувся на базу. У червні він патрулював південніше острову Сардинія під час операції «Гарпун», мальтійського конвою, який рушив через західне Середземне море, щоб перехопити будь-яку спробу італійців атакувати цей конвой. Після повернення до Гібралтару 24 травня «Юнайтед» перевели на Мальту для служби в 10-й флотилії підводних човнів, куди човен прибув 21 липня. У серпні він патрулював у центральному Середземному морі, під час чого провів невдалі атаки на допоміжний військовий корабель і 600-тонне торговельне судно. В подальшому підводний човен залучався до прикриття конвою «П'єдестал», під час бойового походу 18 серпня потопив італійське транспортне судно Rosolino Pilo (8325 тонн), яке вибухнуло і завдало значних пошкоджень підводному човну.
Коли ремонт було завершено, «Юнайтед» відновив патрулювання в центральній частині Середземного моря, і під час свого походу він пошкодив одне судно та потопив два менших судна. Під час пізнішої торпедної атаки на один корабель було пошкоджено невеликий пароплав. 17 січня 1943 року «Юнайтед» затопив італійський есмінець «Бомбардьєре», який розламався навпіл. У липні 1943 року британський човен атакував та потопив 5000-тонний німецький лайнер Ringulv та 20 числа італійський озброєний допоміжний крейсер Olbia, колишній лайнер. Згодом британський човен підтримував висадку союзників на Сицилію (операція «Хаскі»). 15 липня британці потопили італійський підводний човен «Рем».